# 粥占
粥占（かゆうら、かいうら、よねうら）とは、粥を用いて1年の吉凶を占う年占である。毎年、日本各地の神社で祭礼として行われる。多くは小正月に神にあずき粥を献ずるときに行われ、占われる内容はその年の天候や作物の豊凶などである。

## 由来
起源は、『年中行事秘抄』によれば、中国から伝えられたので、この日に小豆粥を蚩尤もしくは高辛氏の女の怨霊に供し、これを食すればその祟りをのがれ、年中の邪気をはらうという伝説に由来するという。

## 方法
方法にはいくつかあるが、多くは、煮え上がった粥の中に棒を入れてかき回し、棒についた米粒の数で占うものである。他に、細い竹管などを米などとともに鍋釜で煮て、炊き上げた後に管を割いて中に入った粒の数を数える管粥・筒粥（この場合、12本の管を入れて1か月ごとの天候を判断したり、その地域で作られる作物の数だけ管を入れて作物別の豊凶を判断したりする）や、粥を数日間放置して、カビの生え具合で占うものもある。
かつては全国的に、神社ではなく村落や一族の本家などで共同で行われていたと見られるが、そのほとんどは行われなくなり、神社で神事として行われるものが残っている。
九州では、北部九州を中心に粥占が分布するが、福岡県・佐賀県・大分県西部では、粥や飯を半月から1ヶ月放置して、それについたカビの生え方や色でその年の豊凶や天候を占う方式の粥占が点在する。特に、筑後川中流域の朝倉郡や脊振山から佐賀平野にかけての佐賀県南部に集中して分布する。
1月15日（もしくは2月15日）に丼大の碗にアズキや塩を入れた粥を大盛りに盛り付け、神前に供える「粥炊き」「粥入れ」を行なう。数週間から約2ヶ月経ってから、神前に供えられた粥を取り出す「粥開き」を行ない、粥についたカビを神社総代や氏子総代が中心となって何人かの氏子が、神社に伝わる「御粥面図」や口伝を基に判別し、カビの色やついた場所（粥のどこについたかで地域・季節・方角などを区別して占う）、生え具合で占う。儀礼の終わった粥は、付近の井堰や川に流す。占いの結果は氏子同士が話し合って決め、そのプロセスは氏子以外の者でも自由に見ることが出来る場合が多いが、福岡市西区の飯盛神社の粥占のように、宮司と粥元（付近の旧家のうち4家からなる組織で、その家の戸主と男子の跡継ぎからなる。宮座の中で宮司の次に位が高く、宮司の代代わりごとの志賀海神社への挨拶に同行する権利も持つ）だけが粥作りから粥占までに関わり、他の者はその結果のみを聞くことができるという秘儀性の高い粥占もある。

## 日本各地の粥占行事
- 冨士山下宮小室浅間神社

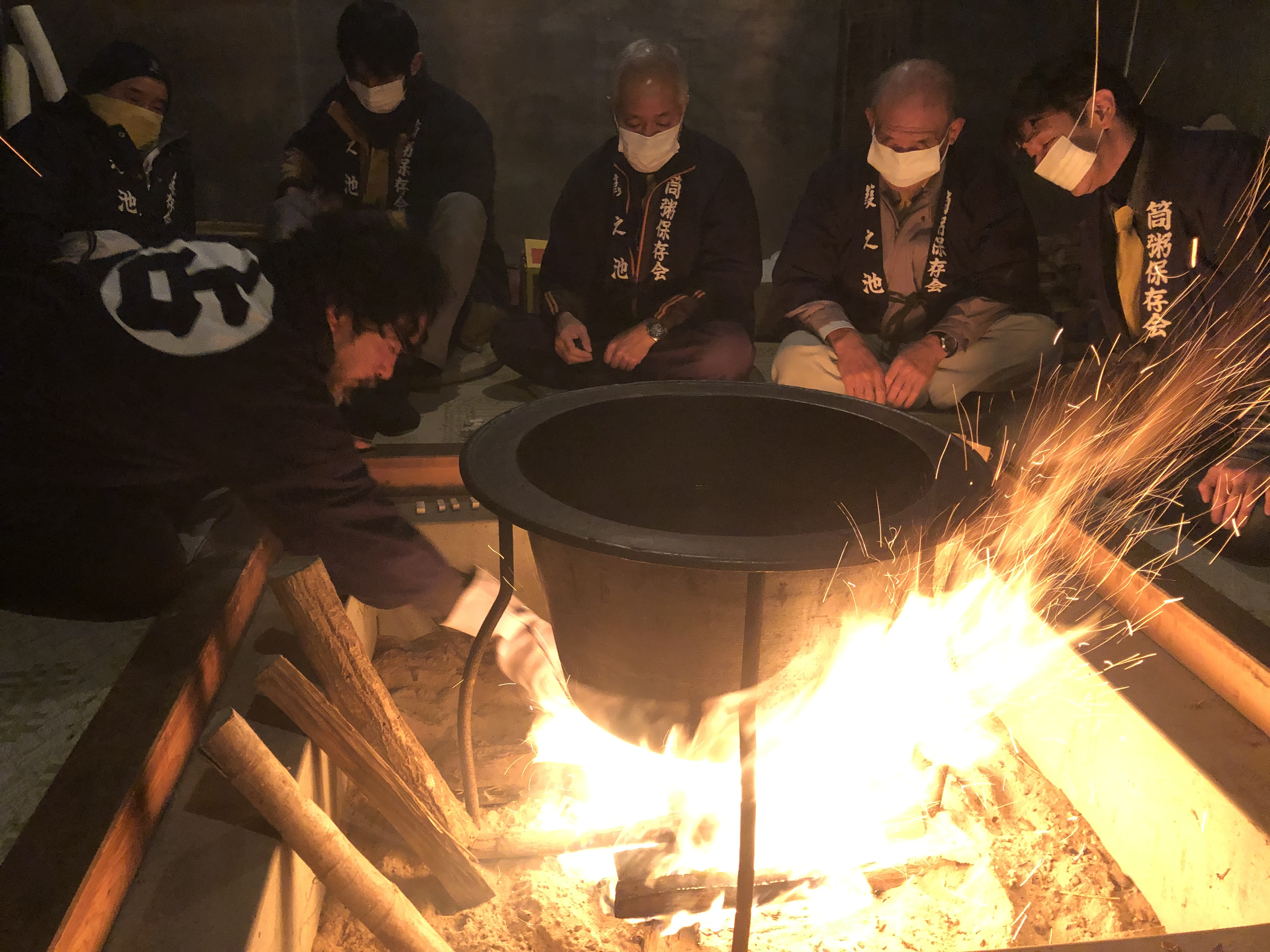
山梨県富士吉田市の冨士山下宮小室浅間神社の筒粥神事。世襲の占人一族（葭之池温泉一門）による筒粥保存会の奉仕で行われる。

  - 山梨県富士吉田市の冨士山下宮小室浅間神社では毎年1月14日から15日にかけて筒粥祭が行われる。年間の五穀豊穣・天候・養蚕・富士山登拝者数を占い、特に富士参詣者の多寡を占う点が特徴。結果は公表、占票を参拝者に頒布している。勝山記・妙法寺記に上代の師安年間（私年号、564年）から永禄6年（1563年）の占結果の記載が残る。
- 彌彦神社
  - 新潟県弥彦村の彌彦神社では、1月8日から15日にかけて粥占炭置神事が行われる。古伝に随して祝詞を奏し、天候と農作物の豊凶を占う神事である。
- 諏訪大社
  - 長野県下諏訪町の諏訪大社下社春宮で行なわれる粥占は[5]、1月14日夜から粥炊舎にもうけられた大釜のあずきがゆのなかに、葭の筒をいれ、終夜煮たて、翌15日朝、神前にそなえ、祭典をおこなったのち葭筒を割り、筒内の粥の分量を量って農作物のうちさだめられた種の豊凶を判定する。
  - 葭筒のながさは5寸5分で、これを42本（本数はとしによってことなる）麻で簾状に編みつらねて、巻いたものをいれる。
  - それぞれの筒はそれぞれの穀種にかたどり、神殿大床で1筒わり、穀菜の種類上下の品位を神占にしたがってとなえ、社丁がこれにおうじて大声で唱えかえして神前に群れ集まった人々に聞かせ、42種のすべてをおわって式を終了し、等級を記入した目録を社前に掲示した。
- 出雲大神宮
  - 京都府亀岡市千歳町の出雲大神宮の粥占（よねうら）は、毎年1月15日に行われる小正月の奇祭で、小豆を混ぜた米を早生、中生（なかて）、晩生（おくて）を表す3本の竹筒を一緒の釜で炊き、筒に入った小豆が少なく米が詰まっているほど豊作とする[1]。
- 枚岡神社
  - 大阪府東大阪市の枚岡神社では毎年1月11日に境内の御竃殿で小豆粥を炊き、12本の占木で一年の天候を、53本の占竹で農作物の豊凶を占い、これを粥占（かゆうら）神事と呼ぶ。小豆粥を炊き、占木の焼け具合で天候を占うまでの前儀は見学が可能だが、53本の占竹を神前で割って占う後儀は秘儀とされる。小豆粥は参拝者に振舞われる。粥占の結果は占記（おきあげ）として、1月15日の粥占報賽祭の後に授与される。「枚岡の粥占神事」という季語もある。
- 筑紫神社
  - 福岡県筑紫野市の筑紫神社では、毎年3月15日、1か月前の2月15日に炊いて神殿に納めた粥を取り出して、東西南北の農作や蝗害、伝染病を占う粥卜（かゆうら）が行われている。粥を入れる銅鉢には文化二年（1805年）の銘があり、筑紫野市の無形民俗文化財に指定されている[6]。
- 千栗八幡宮
  - 佐賀県みやき町の千栗八幡宮で2005年に催された粥占では、「地震に注意。」という結果が出たが、その直後に福岡県西方沖地震が発生し、地震を予言したとして話題になった[要出典]。